# Unterer Gaisalpsee
Der Untere Gaisalpsee ist ein Hochgebirgssee auf 1508 Meter Höhe in den Allgäuer Alpen, nordöstlich unterhalb des Rubihorns (1957 m) und zählt damit zum Naturschutzgebiet Allgäuer Hochalpen. Über den Gaisalpbach entwässert der 3,5 Hektar große See zur Iller.

## Lage
Der See liegt am Wanderweg von Reichenbach zum Nebelhorn über die Gaisalpe, Unteren und Oberen Gaisalpsee, Gaisfußsattel, Großer Gund und Edmund-Probst-Haus.

## Tourismus
Aufgrund der Lage im Naturschutzgebiet Allgäuer Hochalpen ist biwakieren, Feuer und Grillen, Flug mit Drohnen und das Hinterlassen von Müll verboten. Die Einhaltung des Verbots wird von den Behörden kontrolliert.

## Trivia
Das Kar und die beiden Seen sind vom Bayerischen Landesamt für Umwelt als wertvolles Geotop (Geotop-Nummer: 780R003) ausgewiesen.